# Primärisolat
Ein Primärisolat ist eine reine Mikroben-, Mikropilz- oder Viren-Probe, die von einer infizierten Person gewonnen und nicht in einem Labor gezüchtet (kultiviert) wurde.
In der Chemie und Bakteriologie bedeutet das Verb isolieren die Gewinnung einer reinen chemischen, bakteriologischen oder viralen Probe.
Das Substantiv „Isolat“ bezieht sich auf die Probe selbst.
Nach dem Glossar des Bulletin of Experimental Treatments for AIDS, Year-End, 1999 ist ein Primärisolat ein HIV, das einer infizierten Person entnommen wurde, im Gegensatz zu einem im Labor gezüchteten HIV (siehe Kultivierung). Eine analoge Definition gilt beispielsweise für die Zelluläre Xenotransplantation.
Entsprechend ist ein Umweltisolat eine reine Mikroben-, Mikropilz- oder Viren-Probe, die aus der Umwelt (Böden, Seen, Meeres-Sediment etc.) entnommen wurde.
Generell ist ein solches Isolat also das Ergebnis einer Isolierung (auch Isolation, englisch isolation), d. h. eines Verfahrens, bei dem eine in einer Probe oder der Umwelt vorhandene Organismenart in Reinkultur gewonnen (isoliert) wird.

## Etymologie
Isolat (englisch isolate): Rückbildung von isoliert (en. isolated), über italienisch von lateinisch insulātus, wörtlich: zu einer Insel gemacht.

## Beispiele
- Trypanosoma congolense[7]
- Salmonella und Campylobacter[8]
- Streptococcus[9]
- HIV-1[10][11]